# 鈴木英夫
鈴木 英夫（すずき ひでお、1916年〈大正5年〉5月10日 - 2002年〈平成14年〉5月2日）は、日本の映画監督。愛知県宝飯郡蒲郡町（現・蒲郡市）出身。スリラーとサスペンスの名手とされ、最晩年に再評価された。

## 来歴
1916年（大正5年）5月10日、現在の愛知県蒲郡市に生まれる。家業の船舶運送業を継ぐべく進学するが、映画好きが昂じて、1933年（昭和8年）日本大学藝術学部に入学。23歳になる1939年（昭和14年）、卒業と同時に豊田四郎の遠縁を頼って新興キネマ東京撮影所の助監督部に入社。1943年（昭和18年）東宝への移籍を経て、1944年（昭和19年）大映東京撮影所に移籍。
1941年（昭和16年）、助監督の身分で舟橋聖一の原作を脚色した『母代』が、師匠である田中重雄監督の手によって映画化され、評判になる。1947年（昭和22年）、大映の監督部に昇進し、自作のシナリオを映画化した『二人で見る星』で監督デビュー。つづく『蜘蛛の街』では、初のサスペンス映画を手掛け、一躍大映東京撮影所のホープに躍り出る。同作品は、下山事件にヒントを得て、低予算を逆手にとって、ノースター、街頭ロケや隠し撮りを多用したリアリズム・タッチの演出が斬新であった。
1952年（昭和27年）、大映を退社し、翌1953年（昭和28年）新東宝へ入社。38歳を迎える1954年（昭和29年）、東宝に再移籍。同社の中堅監督として文芸ものや喜劇など、あらゆるジャンルをこなすが、その本領は主にスリラーとサスペンスものに発揮された。1962年、広告代理店で働く女性を主人公にした『その場所に女ありて』でサンパウロ映画祭審査員特別賞受賞。1967年の『爆笑野郎・大事件』を最後に、51歳にして映画からテレビ映画に仕事の場を移し、100本以上のドラマを量産した。『傷だらけの天使』（1974年 - 1975年）など、今なおカルトな人気を誇る作品を残している。
劇場用映画の監督としてのキャリアを脱して30年が過ぎ、80代を迎えようとしていた1990年代、三軒茶屋amsで特集上映が行なわれたのを嚆矢として、続々と東京都内を中心にして特集上映が行われ、再評価の機運が高まった。
2002年（平成14年）5月2日、誕生日を前にして死去。85歳没。直前に計画されていたアテネフランセ文化センターでの特集上映が結局追悼上映会になった。

## 人物・評価
鈴木の大映時代の代表作である1950年（昭和25年）の『蜘蛛の街』は、サスペンスにリアリズムを導入した、先行する黒澤明の『野良犬』を受け、無辜の庶民が歴史的怪事件に巻き込まれていく様子をセミ・ドキュメンタリー・タッチで描いて、江戸川乱歩、双葉十三郎ら、ミステリーの“通”に高く評価された。新興キネマ時代の先輩である新藤兼人や、大映東京撮影所の仲間で、仕事のパートナーでもあった美術監督の木村威夫は、この大映時代の鈴木の才能を同時代に高く評価している。しかしこの時期、同時代の映画のデータや批評を記録する老舗の映画雑誌「キネマ旬報」が休刊であったため、『蜘蛛の街』の同時代的評価の記録は後世に伝えられなかった。
その後、増村保造以外に新人教育に熱心でなかった大映東京撮影所では、鈴木の得意とするスリラーの企画が与えられるはずもなく、企画に不満を抱いた鈴木は会社と衝突して退社。東宝に転じてからの鈴木は、東宝が得意とするサラリーマンものに、スリラーやサスペンスのテイストを持ち込み、今日代表作とされる作品を監督した。
鈴木の作品は、大映時代からフリー時代まで、ロケ撮影を多用したセミ・ドキュメンタリーのリアリズムが持ち味だが、東宝に移籍してからは、異常に乾ききって荒廃した人間関係が基調となっており、強烈な野心や綿密に練り上げられた犯罪計画が呆気なく崩壊する無常観に彩られている。また、犯罪や不幸に巻き込まれた登場人物が奇妙にずれたリアクションをとり、そこから独特のドラマを作り上げていく独自のタッチは「カフカ的ノワール」とも称されている。鈴木の生前、脚本家の桂千穂はそうした犯罪ドラマをアルフレッド・ヒッチコックやキャロル・リードを引き合いにして賞賛しているが、鈴木の晩年に巻き起こった再評価ブームにおいては、1950年代のアメリカ製フィルム・ノワールを重ねて評価する傾向が強い。
しかし、量産体制の撮影所システム全盛時代にあって、中堅監督であるが外様監督である鈴木に題材の自由な選択が許されるはずもなく、会社からの要請により、苦手なメロドラマやコメディも監督せざる得ず、それはあからさまな失敗作となった。その一方、日本映画の全盛期であっても多作をよしとしない寡作ぶりは、鈴木の頑固な一面を示しているともいえるが、この寡作ぶりと作品のムラが評価が遅れた原因だと思われる。
俳優を泣くまでしごく鈴木の演技指導は伝説的で、東宝では「小黒澤」というあだながあったという。新人俳優の指導を、プロデューサーが鈴木に任せていたともされる。1955年（昭和30年）のオムニバス映画『くちづけ』では、プロデューサーも兼任した成瀬巳喜男が、そのエピソードの一篇に鈴木を指名しているが、常日頃から俳優の仕上がり具合を鈴木に訊いてから、自作に起用していたという。それを裏づけるように、鈴木の俳優指導については、池部良、司葉子、草笛光子、団令子、土屋嘉男ら、「的確であった」とする証言もある。一方では、名指しは避けているものの、数本の鈴木作品に出演した児玉清は、著書『負けるのは美しく』で執拗な大部屋俳優苛めのようすを回顧し、「S監督は、俳優の好き嫌いが極端で、必ず撮影中に嫌いな俳優を見つけては、いびりにいびり、いじめまくることで評判の監督なのだ」と批判している。
また、土屋もインタビューで「鈴木さんは伸びると思うからシゴいているんじゃないですか？」という質問に対し、「そうじゃないね、あれは。単にムシが好かないだけなんだと思う。好き嫌いの激しい気難しい人だったから」と答えている。但し、土屋は一方で東宝の監督の中では（黒澤明や成瀬巳喜男を別格として）一番好きな監督とも話している。中島春雄も、鈴木の撮影ではテストを重ねてもOKが出なかったと証言しており、新人時代の佐原健二もよくしごかれていたという。若林映子も、鈴木の作品では必ず一人二人は絞られる俳優がいたといい、自身も『やぶにらみニッポン』で絞られ、嫌いな監督に挙げている。藤木悠は、デビュー作の『魔子恐るべし』で鈴木にいじめ倒されたといい、撮影の凄さを思い知ったと述懐している。
1967年（昭和42年）、後輩の増村保造に請われて、長篇アニメーション『九尾の狐と飛丸』の脚本構成を、増村とともに担当。
中国の伝説に基づく怪異譚だが、同時期の『太陽の王子 ホルスの大冒険』と通じる描写があり、知られざる傑作として知る人ぞ知る作品になっている。
尊敬する監督は、アルフレッド・ヒッチコック、キャロル・リード、ウィリアム・ワイラー、デヴィッド・リーン、田坂具隆、成瀬巳喜男。とくに田坂具隆には、大映時代、徒弟関係はなかったものの、私淑しており、鈴木が大映を辞するとき、励ましの言葉をもらったという。
結婚は二回。最初の妻は、鈴木が脚本を執筆した『母代』の主演を務めた新興キネマの看板女優、美鳩まり。美鳩は鈴木との結婚を機会に女優を引退するが、1962年乳ガンで死去した。

## 作品

### 映画
- 二人で見る星（1947年）
- 蜘蛛の街（1950年）
- 恋の阿蘭陀坂（1951年）
- 西城家の饗宴（1951年）
- 花荻先生と三太（1952年）
- 殺人容疑者（1952年）
- 続・三等重役（1952年）
- 死の追跡（1953年）
- 若い瞳（1954年）
- 魔子恐るべし（1954年）
- 恋愛超特急（1954年）※杉江敏男と共同監督
- 不滅の熱球（1955年）
- 大番頭小番頭（1955年）
- くちづけ（1955年）※オムニバスの一編『霧の中の少女』
- 彼奴を逃すな（1956年）
- チエミの婦人靴（1956年）
- 若い芽（1956年）
- 殉愛（1956年）
- 目白三平物語 うちの女房（1957年）
- 危険な英雄（1957年）
- 脱獄囚（1957年）
- 花の慕情（1958年）
- 燈台（1959年）
- 社員無頼 怒号篇・反撃篇（1959年）
- 非情都市（1960年）
- サラリーマン目白三平 女房の顔の巻（1960年）
- サラリーマン目白三平 亭主のため息の巻（1960年）
- 黒い画集 第二話 寒流（1961年）
- その場所に女ありて（1962年）※サンパウロ映画祭審査員特別賞
- 旅愁の港（1962年）
- やぶにらみニッポン（1963年）
- 暁の合唱（1963年）
- 悪の階段（1965年）
- 三匹の狸（1966年）
- 爆笑野郎 大事件（1967年）

### テレビドラマ
- 新婚さん※『発車オーライ!』（1967年）
- 平四郎危機一発（1967年～1968年）
※『カーネーションの謎』『二つの顔』『黒い電波』『地獄への逃亡』『脅迫者を追え』
- 泣いてたまるか※『なぜお嫁にゆくの』（1967年）
- ナショナル・ゴールデン・スペシャル・シリーズ『パパの青春』（1968年）
- 顔（1968年）
- 孤島の太陽（1970年）
- 智恵子抄（1970年）
- 愛の劇場『女の河』（1971年）
- 愛の劇場『真実一路』（1971年）
- 妻ふたたび（1972年）
- 泣くな青春（1972年）※『父と子の接点』『十八才の確認』
- 恐怖劇場アンバランス『吸血鬼の絶叫』（1973年）※製作は1969年
- 剣客商売（1973年）※『辻斬り』『身代金千両』『御老中毒殺』『ある剣客の死』
- ライオン奥様劇場『愛あればこそ』（1973年）
- 高校教師（1974年）※加山雄三主演、『同棲なんて知らない』ほか全26話中10話を監督。
- 傷だらけの天使（1974年～1975年）
※『金庫破りに赤いバラを』『愛の情熱に別れの接吻を』『回転木馬に熱いさよならを』
- 横溝正史シリーズ『悪魔が来りて笛を吹く』（1977年）※古谷一行主演、全5話。
- 華麗なる刑事（1977年）※『深夜放送殺人事件』『女豹撃つ』
- 土曜ワイド劇場『黒衣の天使 殺しは女の商売』（1978年）
- 日曜恐怖シリーズ『すすり泣く湖』（1978年）
- おやこ刑事（1979年）※『ディスコ・レディ全裸殺人』『若い娘は、危険がいっぱい』
- 土曜ワイド劇場『翔んでる女 アメリカ橋首なし殺人事件』（1980年）
- 土曜ワイド劇場『悪霊の住む家 危険な誘惑』（1980年）
- 木曜ゴールデンドラマ『華麗なる訪問者』（1980年）
- 木曜ゴールデンドラマ『闇の中の黄金』（1981年）
- 木曜ゴールデンドラマ『失われた眠り』（1982年）
- 火曜サスペンス劇場『別宅を持つ犬』（1984年）

### CM
- 日産自動車・ブルーバード （410型）（1966年）